# 萩原哲
萩原哲（日语：／ Hagiwara Tetsu，1998年5月1日—）是日本京都府宇治市出身的職業棒球選手，司職捕手，效力於日本職棒讀賣巨人。

## 個人情報

### 背號
- 69 （2021年 - 2022年）
- 069（2023年 - ）

## 外部連結
- 萩原哲在日本職棒（英语）